# マゴノテ
マゴノテは、京都を中心に活動している、脚本・演出の西垣匡基と俳優の古藤望の2人によるユニットである。同志社大学喜劇研究会の先輩後輩という間柄である西垣と古藤の2人により2013年7月に結成。

## 経歴
同志社大学喜劇研究会時代には、西垣は「西垣41（にしがきフォーティーワン）」、古藤は「古藤ホセ望」をそれぞれ名乗って京都市内の大学祭でお笑いライブに参加するなどの活動を行ってきた。その間、西垣は2004～2006年に、古藤は2005～2006年にそれぞれ「R-1ぐらんぷり」の予選に出場したが、いずれも1回戦で敗退している。同時期の喜劇研究会にはカズレーザー（メイプル超合金）や東ブクロ（さらば青春の光）が所属していた。
卒業後、西垣は2010年に劇団「ヨーロッパ企画」に加入。2011年1月からスタートした「ヨーロッパ企画の暗い旅」（KBS京都）のディレクターを担当するようになった。一方、古藤は一般企業へ就職するも、西垣から声を掛けてきたことをきっかけにお笑いの夢を捨てることができなくなり、2年半後に会社を退職して京都へ戻ることになった。そして、西垣が劇団「夕暮れ社 弱男ユニット」の公演出演者募集を紹介してくれたことをきっかけに、2012年3月に同劇団公演の「友情のようなもの」で舞台デビューを果たした。

## メンバー
- 西垣匡基（にしがき まさき、1985年2月2日 - ）[7]
  - マゴノテでは脚本・演出を担当。和歌山県海南市出身。近畿大学附属和歌山高等学校、同志社大学卒業[8]。元ヨーロッパ企画（株式会社オポス）所属。
  - 前記で述べたとおり、「ヨーロッパ企画の暗い旅」のディレクターを担当しているほか、脚本家・構成作家としても活動している。2014年9月には、劇団「THE ROB CARLTON」の本公演「スティング・オペレーション」にて俳優デビューしている。
  - 2018年にヨーロッパ企画を退団し、4月から活動拠点を東京に移す。フリーランスでデイリーポータルZのディレクターなどを務めている。
- 古藤望（ことう のぞむ、1985年9月3日 - ）[7]
  - マゴノテではメインパフォーマーを担当。大阪府出身。リコモーション所属。
  - マゴノテ結成前から俳優として外部の舞台に多数出演しているほか、イベントで司会としても活動している。
  - 東ブクロ（さらば青春の光）とコンビを組んだことがあり、一緒に松竹芸能の養成所に入った。

## 内容
当ユニットのコンセプトは「気になる二人」。
「かぐ」「ふれる」「目隠しをする」などの体験型のお笑いストーリーを展開する、演劇のようなイベントである「エベント」を開催しており、舞台を観るだけでは得られない楽しさを提供している。また、病院やグループホームなどの福祉施設で行うイベントである「イドバタエベント」にも力を入れている。その他、商業施設などでのイベント構成や司会も行っている。

## 出演

### マゴノテエベント
- vol.0「アセルボク」（2013年7月5日、同志社大学クローバーホール）
- vol.1「アセルボク～前回を踏まえて修正したんで、もう一回見て下さい!!～」（2013年10月27日、シダックスよしもとannex）
- vol.2「マゴノテチャンネル」（2014年1月13日、シダックスよしもとannex）
- vol.3「マゴノテ9（Q）」（2014年4月13日、シダックスよしもとannex）
- vol.3.5「プチベストアルバム」（2014年5月5日、元・立誠小学校木工室）
  - ヨーロッパ企画が開催した「ハイタウン2014」のイベントの1つとして、元・立誠小学校木工室をイベントルームにして開催。過去のエベントからヒット作を集めたベストアルバムという触れ込みで公演を行った。
- vol.4「マゴノテの京都観光ガイド」（2014年10月10日 - 11日、元・立誠小学校音楽室）
- vol.5「マゴノテの京都観光ガイド2」（2014年11月21日 - 22日、元・立誠小学校音楽室）
- vol.6「マゴノテの京都観光ガイド3」（2014年12月24日 - 25日、元・立誠小学校音楽室）

### 外部出演

#### 舞台
- THE ROB CARLTON「スティング・オペレーション」（2014年9月）
- THE ROB CARLTON「エルダー・ステイツマンズ・ガーデン」（2015年3月）
- ヨーロッパ企画カウントダウン2015→2016～劇団ハイタウン新春興行「中川晴樹のボイストレーニング大作戦!」～（2015年12月31日、KBSホール）

#### お笑いライブ
- お笑いライブ 第71回C★マン（2014年8月、阿倍野市民学習センター）

#### テレビ
- ヨーロッパ企画の暗い旅（2011年1月5日 - 2018年5月27日、KBS京都） - 西垣は当該番組のディレクターとして橋本尚和と交互に担当、古藤もゲストで不定期に出演

#### イベント
- 祇園祭 de 新風館（2013年7月） - 西垣が構成を、古藤が司会進行をそれぞれ担当。
- ハイタウン外伝vol.3（2015年8月）

### メンバー個別での活動

#### 西垣匡基
映画
- 犬、回転して、逃げる（2023年3月17日公開） - 脚本・監督[10]

脚本
- 堀江ブギーデイズ（2012年、関西テレビ）
- ヨメ代行はじめました（2013年1月 - 3月、関西テレビ）
- Let's 天才てれびくん（2014年4月1日 - 、NHK Eテレ） - 脚本の一部を担当
- ことばドリル（2014年4月7日 - 、NHK Eテレ） - 第2回「かなづかいのルール」を上田誠と共同で担当

企画・構成・演出
- ぴあ関西30周年イベント「ヨーロッパ企画の関西特捜最前線～劇団員はみた!～」（2015年12月、HEP HALL） - 大歳倫弘と共同で担当

イベント出演
- 喫茶「雑学」（2014年11月2日） - 「絶対に失敗するダイエット」というテーマで出演
- BOY MEETS GIRL 若手映画監督×ミュージシャン（2014年11月・2015年2月）
- 第9回ショートショートムービーフェスティバル（2015年4月） - ラブコメをテーマにした5分間の短編映画を監督した作品で参加

#### 古藤望
舞台
- 夕暮れ社 弱男ユニット「友情のようなもの」（2012年3月）
- 劇団衛星「サードハンド」（2012年6月）
- 壁ノ花団「ニューヘアスタイルイズグッド」（2012年9月）
- 月面クロワッサン「最後のパズル」（2012年11月）
- ヨーロッパ企画イエティ「さらばゴールドマウンテン」（2013年1月）
- MONO「のぞき穴、哀愁」（2014年2月）
- 努力クラブ「おモチ味のうどん」（2014年11月）
- THE ROB CARLTON「クリエイティブ・ディレクター」（2015年11月、HEP HALL）

映画
- きゃりーぱみゅぱみゅシネマJOHN！（2014年7月）

テレビ
- インテリワードBAR　見えざるピンクのユニコーン（2015年1月2日、BSジャパン）

Web動画
- LINE LIVE コンセプトムービー（2015年12月）

CM
- 関西電力